# Машиналь
«Машиналь» (англ. Machinal) — пьеса (драма) американского драматурга Софи Тредуэлл, вдохновленная реальным делом осужденной и казненной убийцы Рут Снайдер (1895—1928), судебный процесс над которой Софи освещала в качестве журналиста.
Премьера пьесы состоялась на Бродвее в 1928 году. Поставил её Артур Хопкинс. «Машиналь» фигурировала во множестве списков выдающихся пьес.

## Сюжет
В центре пьесы «Машиналь» трагическая судьба простой работницы Эллен Джонс, погибающей в попытке противостоять бездушной «машине» — олицетворением которой в пьесе является капиталистическое государство. В пьесе нет никакой реальной машины, если не считать за таковую электрический стул, на котором казнят Эллен за убийство мужа. В этом спектакле большое место занимало музыкальное сопровождение — звучали народные американские песни.
Эллен Джонс работала стенографисткой и жила с мамой. Она вышла замуж за своего босса, которого находит отталкивающим. Родив от него ребёнка, она заводит роман с молодым человеком, который подпитывает её жажду к жизни. Вынужденная ради нового любимого убить своего мужа, она признаётся виновной в преступлении и впоследствии казнена на электрическом стуле.

## Постановка
Продюсер и постановщик Артур Хопкинс представил пьесу на Бродвее в Plymouth Theatre (ныне Театр Джеральда Шенфельда) 7 сентября 1928 года. После 91 показа драма последний раз прошла 24 ноября 1928 года. Художником-постановщиком стал Роберт Эдмонд Джонс, который использовал открытую сцену с постоянным фоном и вносил изменения в происходящее на ней в основном с помощью освещения. Спектакль состоит из двух частей, из которых десять сцен в первой и четыре во второй. В этой пьесе состоялся бродвейский дебют Кларка Гейбла, которого часто называют «королём Голливуда».
В числе актёрского коллектива роль юной женщины играла Зита Иоганн, её мать — Джин Адэр, Гейбл Кларк выступал в роли молодого мужчины.

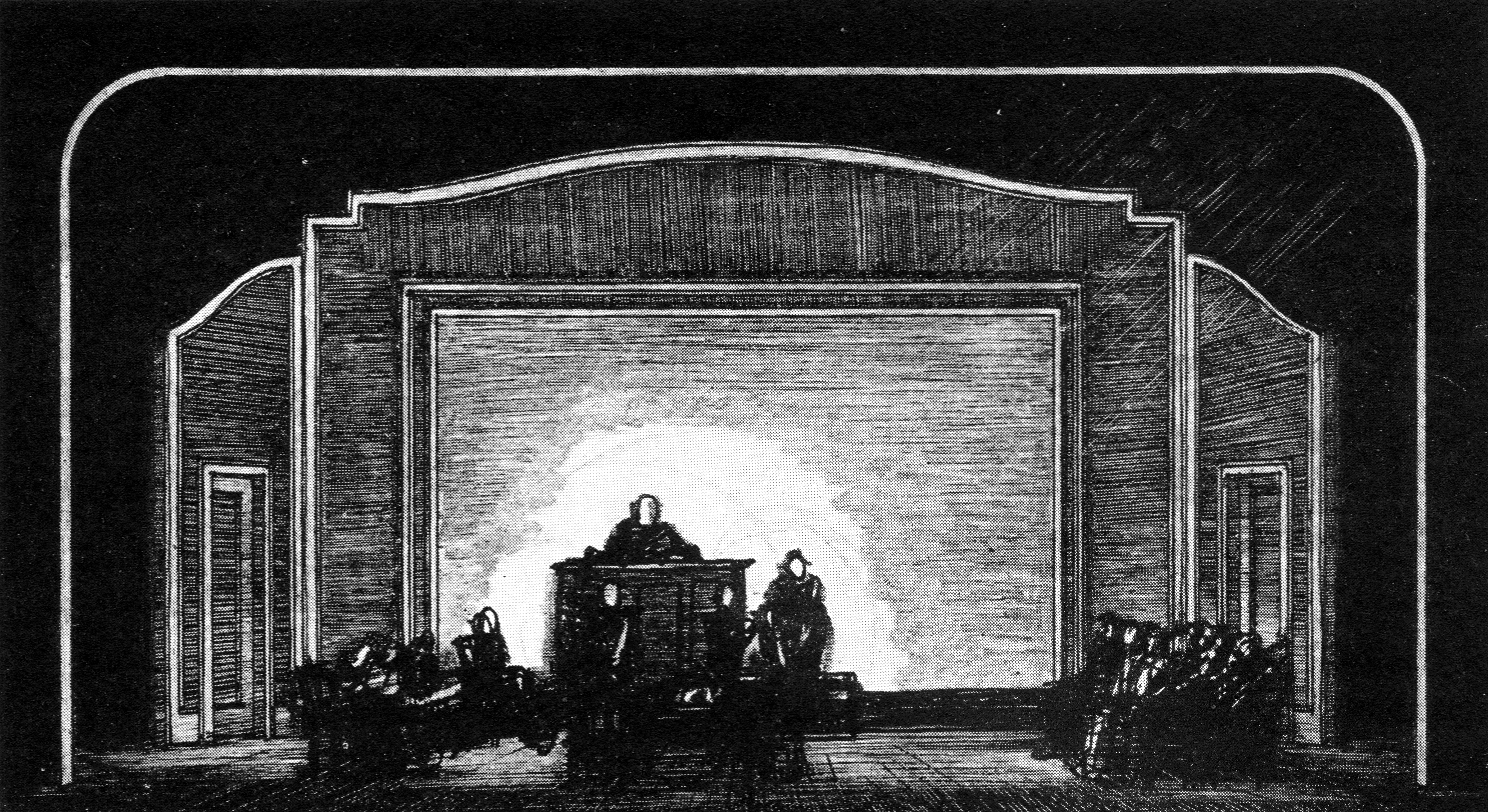
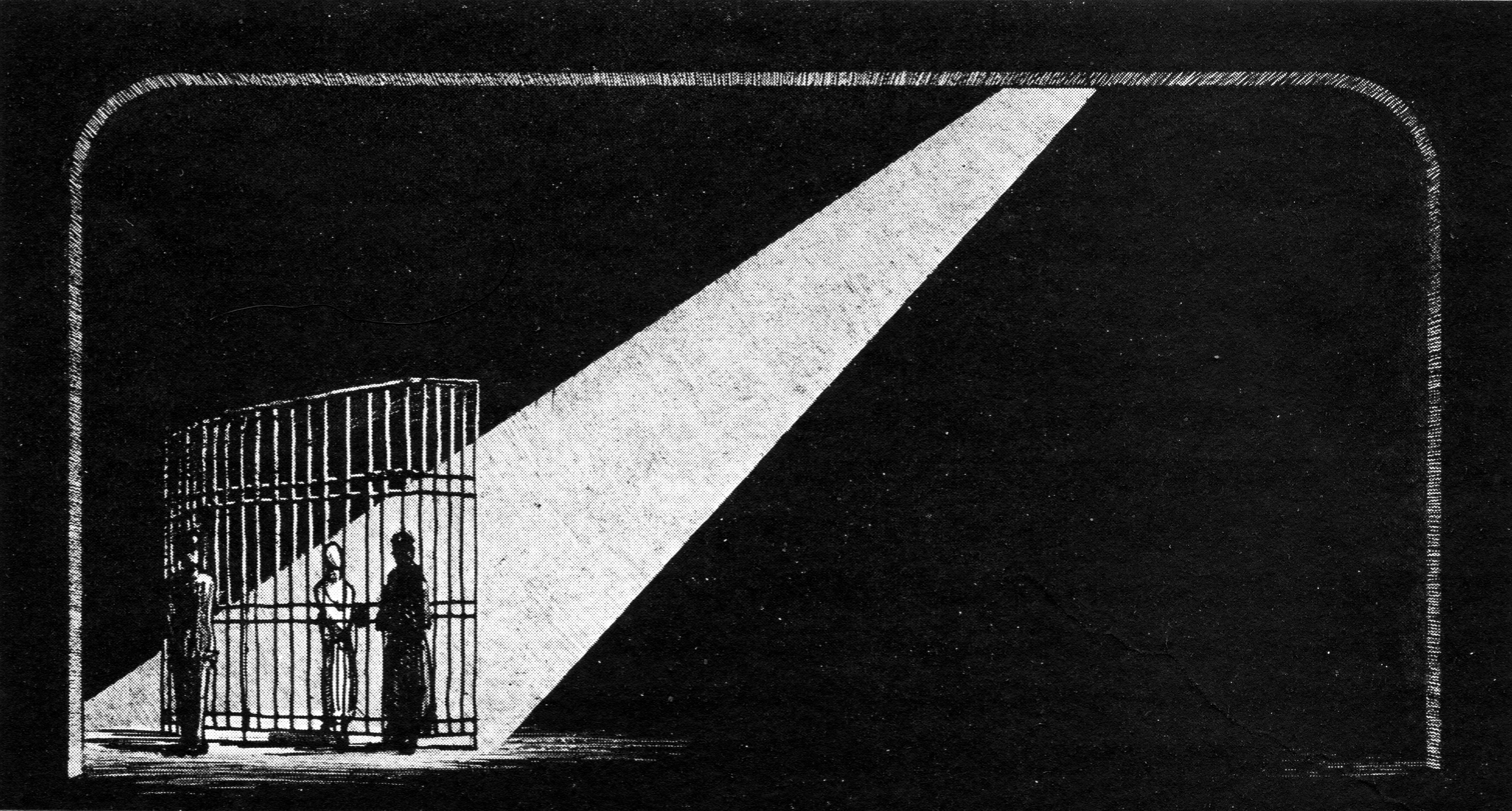

## Адаптации и более поздние постановки
В Великобритании пьеса была впервые поставлена под названием «The Life Machine» в 1931 году.
В СССР премьера пьесы состоялась в Москве 22 мая 1933 года в Камерном театре Таирова.
Адаптированная для телевидения Ирвином Нейманом, «Машиналь» была представлена 18 января 1954 года на телеканале NBC.
Следующая адаптация пьесы вышла в эфир 14 августа 1960 года в Соединенном Королевстве на канале ITV в антологии Armchair Theatre.
«Машиналь» была поставлена Off-Broadway в Gate Theatre, премьера пьесы состоялась в апреле 1960 года.
Пьеса была включена в различные сборники величайших пьес, в числе которых: The Best Plays of 1928-29, 50 Greatest Plays of the Past 100 Years, 101 greatest plays, а также другие, она востребована по настоящее время многими театрами мира.